# Eryngium variifolium
Eryngium variifolium là một loài thực vật có hoa trong họ Hoa tán. Loài này được Coss. mô tả khoa học đầu tiên năm 1875.

## Hình ảnh

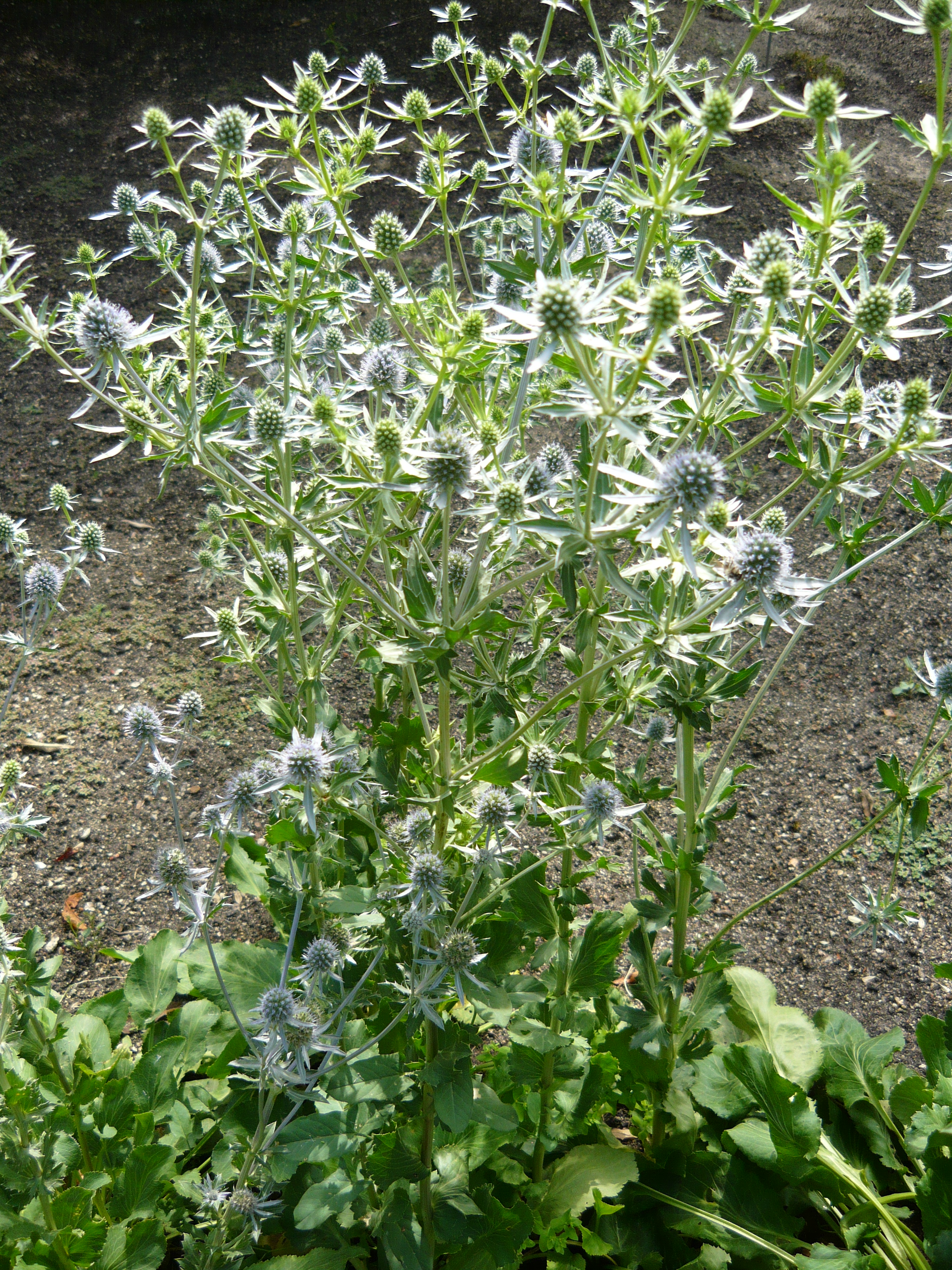
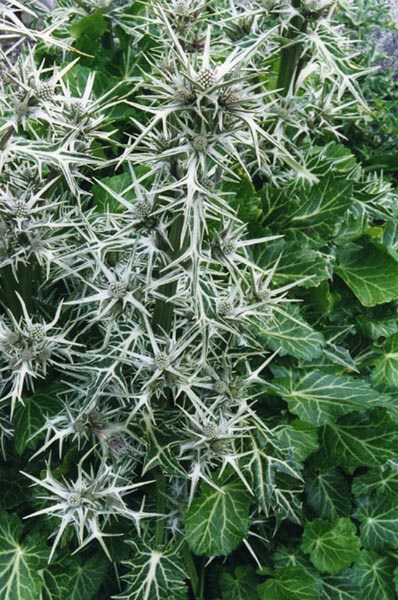
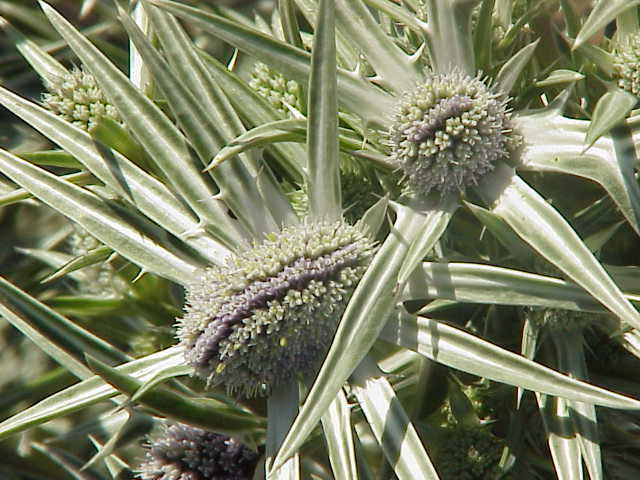
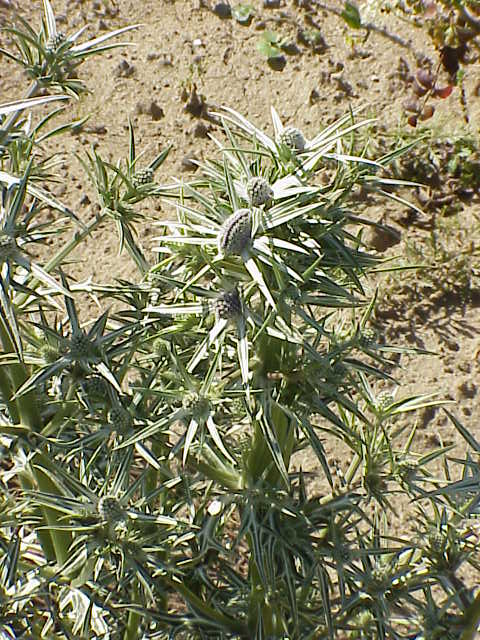